# ¡Qual la descañonan!
C'est ainsi qu'ils la déplument !
L'eau-forte ¡Qual la descañonan! (en français C'est ainsi qu'ils la déplument !) est une gravure de la série Los caprichos du peintre espagnol Francisco de Goya. Elle porte le numéro 21 dans la série des 80 gravures. Elle a été publiée en 1799.

## Interprétations de la gravure
Il existe divers manuscrits contemporains qui expliquent les planches des Caprichos. Celui qui se trouve au Musée du Prado est considéré comme un autographe de Goya, mais semble plutôt chercher à dissimuler et à trouver un sens moralisateur qui masque le sens plus risqué pour l'auteur. Deux autres, celui qui appartient à Ayala et celui qui se trouve à la Bibliothèque nationale, soulignent la signification plus décapante des planches.
- Explication de cette gravure dans le manuscrit du Musée du Prado : 
También las pollas encuentran milanos que las despluman y aun por eso se dijo aquello de: Donde las dan las toman 
(Également les poules rencontrent des milans qui les déplument, et c'est pour cela que l'on dit : comme on leur donne, on leur prend)[2].

- Manuscrit de Ayala :
Los Jueces hacen capa a los escribanos y alguaciles para que roben a las mujeres públicas impunemente.
(Les Juges couvrent les greffiers et les gendarmes pour qu'ils volent impunément les filles publiques)[2].

- Manuscrit de la Bibliothèque nationale : 
Los Jueces superiores hacen capa regularmente a los escribanos y alguaciles para que roben y desplumen a las pobres putas.
(Les Juges supérieurs couvrent régulièrement les greffiers et les gendarmes pour qu'ils volent et déplument les pauvres putes)[2].

Cette estampe est la suite des deux précédentes, où les hommes étaient déplumés par les femmes; dans ce cas, ce sont les prostituées qui sont déplumées par la justice, les alcaldes et les gendarmes.
Les gendarmes et greffiers sont représentés avec une face de chien.
Dans l'œuvre de Nicolás Fernández de Moratín, El arte de las putas, on signale que si on souhaite rencontrer des paysans récemment arrivés à Madrid, il n'y a qu'à demander aux gendarmes qui poursuivent les jeunes prostituées: non dans le but de faire disparaître le mal, mais ils se nourrissent de leurs délits….

## Technique de la gravure

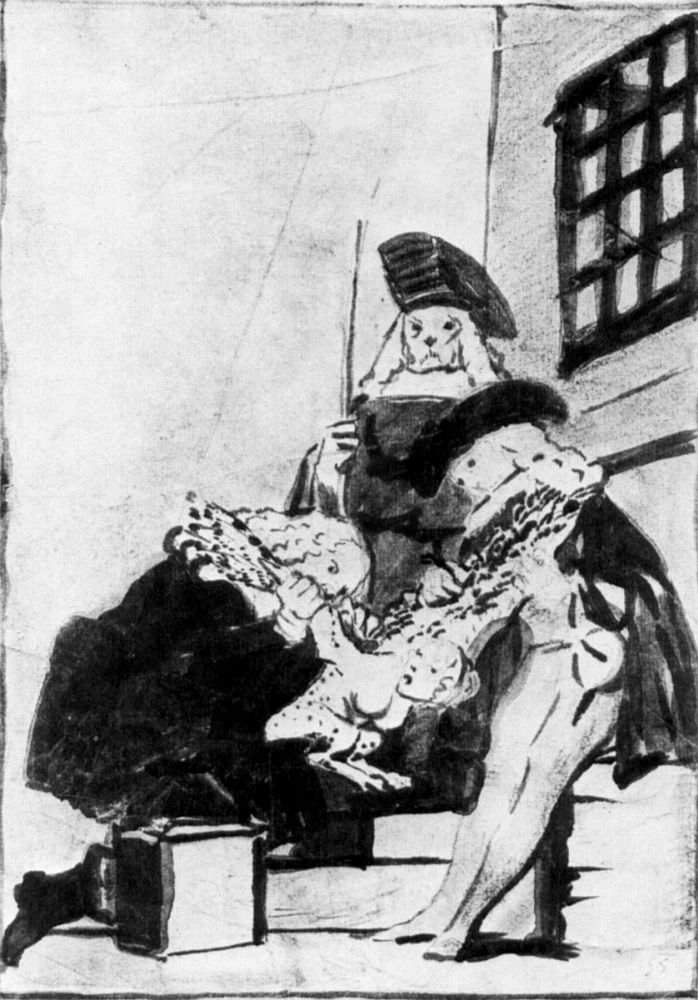
Dessin préparatoire.

Le dessin préparatoire présente plusieurs différences avec l'estampe définitive : le chapeau d'un de ceux qui déplument, le bâton et le chapeau de celui qui assiste à la scène, la fenêtre avec une grille et la lanterne au sol qui provoque dans la composition un effet de lumière nocturne. Goya a renoncé à tout cela dans la estampe définitive, éliminant ces détails secondaires et se centrant uniquement sur la action principale.